# Stolzita
La stolzita és un mineral de la classe dels sulfats, que pertany al grup scheelita. Va ser descoberta l'any 1845, i rep el seu nom de Joseph Alexander Stolz (1803-1896), nascut a Teplitz (Bohèmia), mineralogista txec que va proporcionar el primer espècimen per al seu estudi.

## Característiques
La stolzita és un wolframat anhidre de plom. El grup scheelita en què s'enquadra està format per wolframats i molibdenats del sistema cristal·lí tetragonal, sent el dimorf amb aquesta estructura de la raspita, de la mateixa fórmula, però que cristal·litza en el sistema monoclínic. Forma una sèrie de solució sòlida amb la wulfenita, en la qual la substitució gradual del wolframi per molibdè va donant els diferents minerals de la sèrie. A més dels elements de la seva fórmula, sol portar com a impuresa molibdè. Pot ser extret a les mines com a mena del wolframi.

## Formació i jaciments
Apareix com a mineral secundari rar a la zona d'oxidació dels jaciments hidrotermals de minerals de plom que contenen wolframi. Sol trobar-se associada a altres minerals com: raspita, cerussita, anglesita, piromorfita, vanadinita, limonita o mimetita.

## Varietats
La stolzita molíbdica és l'única varietat coneguda de stolzita, i se'n diferencia pel seu contingut en molibdè.